# João Augusto da Frota
João Augusto da Frota (Santana do Acaraú, 24 de janeiro de 1849 - 2 de abril de 1942), foi um clérigo, doutor em filosofia, membro da Academia Cearense de Letras, fundador e membro do Instituto do Ceará.

## Biografia
Nasceu na Fazenda Arara, em Santana do Acaraú, Filho de Antonino da Frota e Vasconcellos, irmão do Padre Miguel da Frota, e de Anna da Frota. Doutorou-se em Philosophia, deixando de tirar o doutorado em Theologia por motivo de saúde, e ordenou-se no Colégio Pio Latino Americano de Roma. Foi ordenado ao sacerdócio em 19 de dezembro de 1874, em Roma.
Foi diretor da instrução pública do estado do Ceará e professor de matemática no Liceu do Ceará. Um dos 12 membros fundadores do Instituto do Ceará, é hoje membro honorário dessa importante e conhecida associação.
Foi um dos destacados defensores do abolicionismo no estado do Ceará, um dos primeiros da Federação a declarar sua libertação. Salientou-se com outros no movimento, que acabou com a escravidão na Província. O também abolicionista José do Patrocínio o apelidou de “O Bispo da Abolição”.
Não aceitou a mitra da Diocese do Pará como não a aceitaram dois outros cearenses, Padres Ananias C. do Amaral e José Teixeira da Graça.